# Винокурова (Тобольский район)
Винокурова — деревня в Тюменской области Тобольского района находится недалеко от реки Иртыш, входит в состав Малозоркальцевского сельского поселения.

## Истории
- В 1886 году в деревне было 34 двора и проживало 167 человек.
- Существовал колхоз имени Н. С. Хрущева

## Улицы
- Придорожная улица
- Речная улица
- Центральная улица

## Достопримечательности
- На выезде из деревни находиться термальный источник «Исток».[2]

## Транспорт
- Автобусное сообщение

## Население
| 2010 |
| ---- |
| 61   |